# Le Ménil-de-Briouze
Le Ménil-de-Briouze – miejscowość i gmina we Francji, w regionie Normandia, w departamencie Orne.
Według danych na rok 1990 gminę zamieszkiwało 438 osób, a gęstość zaludnienia wynosiła 20 osób/km² (wśród 1815 gmin Dolnej Normandii Le Ménil-de-Briouze plasuje się na 481. miejscu pod względem liczby ludności, natomiast pod względem powierzchni na miejscu 97.).